# Angielszczyzna standardowa
Angielszczyzna standardowa, zwana też angielszczyzną ogólną  lub literacką, także język ogólnoangielski (ang. Standard English, SE) – zespół form języka angielskiego pełniących funkcję dialektu prestiżowego i standardu językowego w krajach anglojęzycznych, zwłaszcza w kontaktach publicznych i oficjalnych. Odróżniają się one od form niestandardowych, ograniczonych pod względem zasięgu terytorialnego lub używanych przez warstwy społeczne o niższym statusie. Standard English to odmiana angielszczyzny, która funkcjonuje jako norma porozumiewawcza w najważniejszych instytucjach społecznych, w tym w administracji, sądach i środkach masowego przekazu, a także jest promowana i nauczana w szkołach. Pełni funkcję grafolektu, czyli ustabilizowanego standardu piśmienniczego.
Właściwości angielszczyzny standardowej są głównie kwestią gramatyki, słownictwa oraz ortografii (pisowni i interpunkcji), nie zaś wymowy; przyjmuje się bowiem, że obejmuje ona wiele rodzajów akcentów. Nawet pod względem struktury gramatycznej język ogólnoangielski nie wykazuje pełnej homogeniczności: jego warianty narodowe preferują różne formy językowe (np. bieżąca norma brytyjska każe mówić I’ve just got a letter, amerykańska zaś akceptuje I’ve just gotten a letter). Ponadto koncepcja angielszczyzny standardowej nie jest rozumiana w sposób jednolity, a różni autorzy podkładają pod to pojęcie różne treści. W odróżnieniu od wielu innych języków standardowych Standard English nie podlega regulacji ze strony rady językowej i ewoluuje w sposób bardziej spontaniczny (niekontrolowany), na podstawie konsensusu użytkowników.
Zdecydowana większość osób anglojęzycznych w charakterze pierwszego języka przyswaja lokalne odmiany angielszczyzny, mniej lub bardziej odmienne od języka standardowego. Mimo że język ogólnoangielski jest szeroko zrozumiały, nie jest równie szeroko produkowany. W mowie posługuje się nim tylko mała część społeczeństwa; w większym użyciu są odmiany regionalne lub mieszanka angielszczyzny standardowej i regionalnej. Częściej spotyka się go w tekście (druku). Wielu użytkowników angielszczyzny operuje dwoma lub kilkoma dialektami, przełączając się między nimi w zależności od sytuacji komunikatywnej. Pewne formy dialektalne są dobrze znane użytkownikom Standard English za sprawą wpływu muzyki, filmów czy też kontaktu międzygrupowego. Standard English to zazwyczaj ta odmiana angielskiego, z którą są zapoznawani obcokrajowcy uczący się języka.

## Wariantywność stylistyczna
Angielszczyzna standardowa dominuje w komunikacji oficjalnej i publicznej, w tekstach drukowanych, pismach urzędowych czy wiadomościach telewizyjnych; nie jest jednakże bytem jednolitym stylistycznie. W jej obrębie wyróżnia się bowiem różne style językowe, które są związane z odmiennymi okolicznościami sytuacyjnymi (np. w języku ogólnym można użyć zarówno formalnego zdania She must be taller than I, jak i częstszej, mniej formalnej wersji: She must be taller than me). Zakres pojęciowy angielszczyzny standardowej obejmuje zatem nie tylko język oficjalny czy książkowy, ale również nieformalne sposoby wypowiedzi.
Funkcjonalne zróżnicowanie Standard English uwidacznia się m.in. przy porównywaniu artykułu w gazecie z pracą naukową. Zasadnicze różnice w użyciu języka istnieją między językiem mówionym a językiem pisanym, które różnią się kanałem komunikacji. Niemniej styl nieformalny to domena nie tylko swobodnego języka mówionego, ale także gazet i czasopism, które zwykle dopasowują styl w zależności od poruszanej tematyki.
Poza angielszczyzną standardową istnieją liczne dialekty niestandardowe, które są mniej ustabilizowane od odmian standardowych oraz szybciej akceptują nowe formy gramatyczne i słownikowe. Standardy języka angielskiego charakteryzują się ogólnie przyjętymi zestawami reguł, których duża część wywodzi się z przepisów ustanowionych przez XVIII-wiecznych gramatyków normatywnych. Słabiej zdefiniowany jest natomiast zasób słownictwa języka standardowego.